# Maurice Hines
Maurice Robert Hines Jr. (New York, 13 dicembre 1943 – Englewood, 29 dicembre 2023) è stato un attore, ballerino, coreografo e regista statunitense.

## Biografia
Nato e cresciuto a New York, Maurice Hines iniziò a studiare tip tap con il fratello minore Gregory durante l'infanzia, quando i due bambini avevano rispettivamente cinque e tre anni. Sotto la guida di Henry LeTang, i fratelli Hines cominciarono affermarsi con un proprio spettacolo sulla falsa riga dei Nicholas Brothers. Nel 1954 Hines esordì a Broadway nel musical The Girl in Pink Tights, per poi esibirsi insieme al fratello e Gypsy Rose Lee in giro per gli Stati Uniti.
Dopo aver danzato per anni con il padre e il fratello nello spettacolo "Hines, Hines & Hines" a New York e Las Vegas, decise di proseguire da solo con la carriera sulle scene e fu scelto per interpretare il protagonista Nathan Detroit in una tournée del musical Guys and Dolls. Successivamente tornò a Broadway nei musical Eubie! (1978), Bring Back Birdie (1981), Sophisticated Ladies (1981) e Uptown... It's Hot!, per cui ottenne una candidatura al Tony Award al miglior attore non protagonista in un musical nel 1986. Sarebbe tornato nuovamente a Broadway vent'anni più tardi come regista e coreografo di Hot Feet.
Dichiaratamente omosessuale, ebbe una lunga relazione con Silas Davis, con cui adottò una figlia verso la fine degli anni 1980. È morto nel 2023 all'età di 80 anni.

## Filmografia
- Cotton Club (The Cotton Club), regia di Francis Ford Coppola (1984)